# 行人保護時相

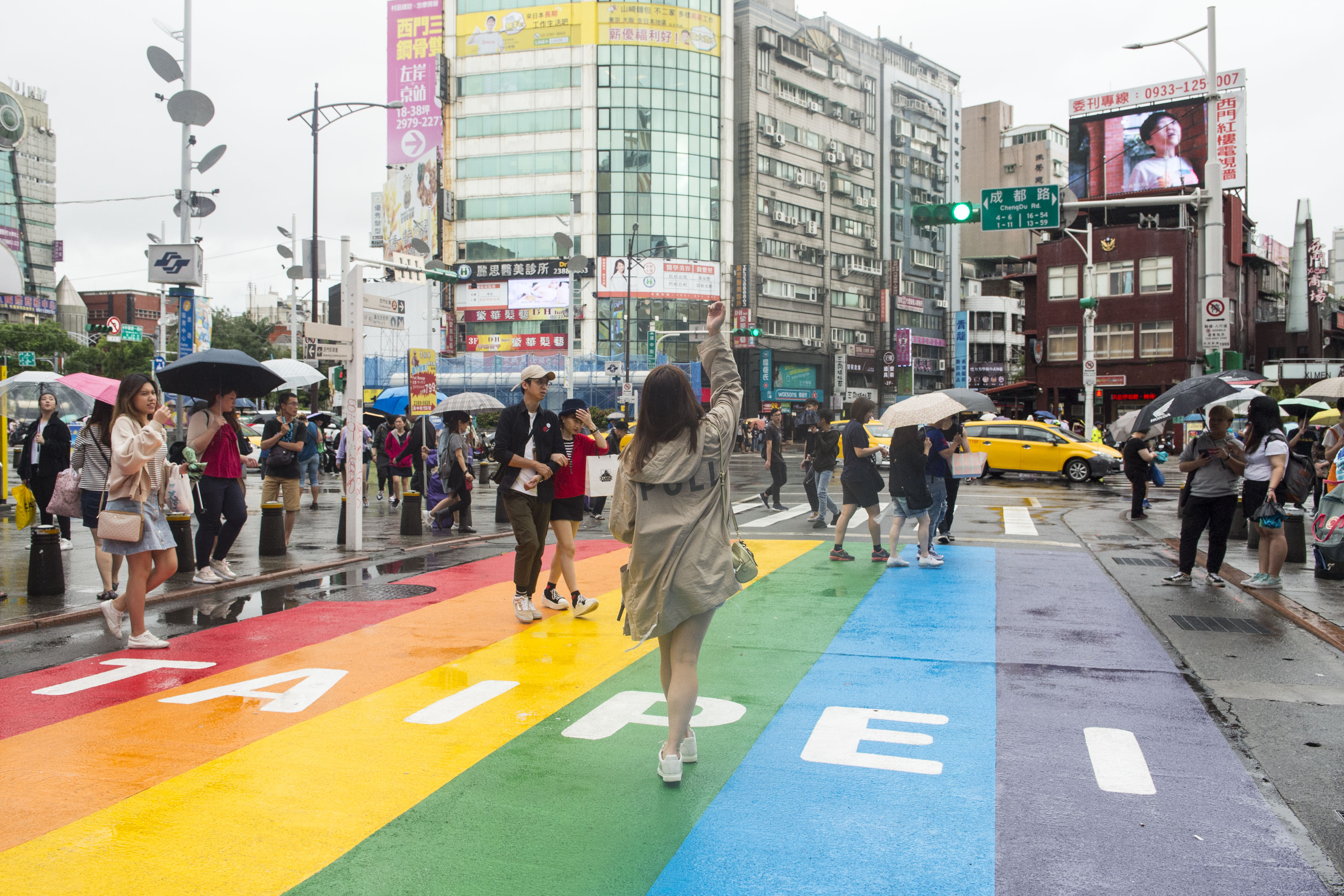
位于臺北西門町的行人專用時相

行人保護時相，又稱為行人專用時相，是設置在行人眾多的國際大都市，包括 : 首爾、臺北、紐約、倫敦等大都市的一種為了禮讓行人和保護行人的安全，而在交叉路口設置的行人穿越號誌系統。在行人專用時相執行時，行人擁有道路絕對優先權，所有車輛都必須對行人停讓；如未對行人停讓就會受到嚴重的處罰。

## 中文命名
「行人保護時相」一詞，是台灣自英文翻譯過來的交通術語。「時相」是臺灣交通法規常使用的術語，來自英文的「phase」。而中國大陸則將其命名為「全向十字路口」或“行人过街专用相位”。

## 優點
在實施行人專用時相的路口，行人擁有道路的絕對優先路權，所有車輛都必須對行人停讓，行人不需要與任何轉向車輛接觸，降低發生交通意外的機率。
在實施行人專用時相的路口，行人可以直接斜角穿越，不須等待兩次號誌。
在台北市，在設有行人專用時相的路口都會劃設對角線與行人穿越道線以及在各對角線穿越道上寫上實施時段，倘若碰上路口形狀特殊（非正交路口）、路口過大、多叉路口或行人綠燈秒數不足以行人以斜對角方式穿越時，就可能只劃設單一穿越道或不劃設對角線穿越道，但路口號誌桿上仍然會有牌面清楚標示行人專用時相的實施時段。全台灣、台北市第一個實施行人專用時相的路口1980年在信義路與杭州南路口開始實施。
美國全國城市交通官員協會（NACTO）指出，設立行人專用時相，在車輛開始行駛之前先讓行人穿越馬路，提高行人能見度，能使事故率降低60%，英國倫敦交通局研究也指出，採用行人專用時相的路線可減少68%人車交通意外。

## 缺點
少數交通學者認為，行人保護時相可能會造成交通阻塞，尤其是車流量大的路口。因為車輛在等待紅燈時必須等待較長的時間（多了行人專用的時間秒數）。

## 世界各國使用範例

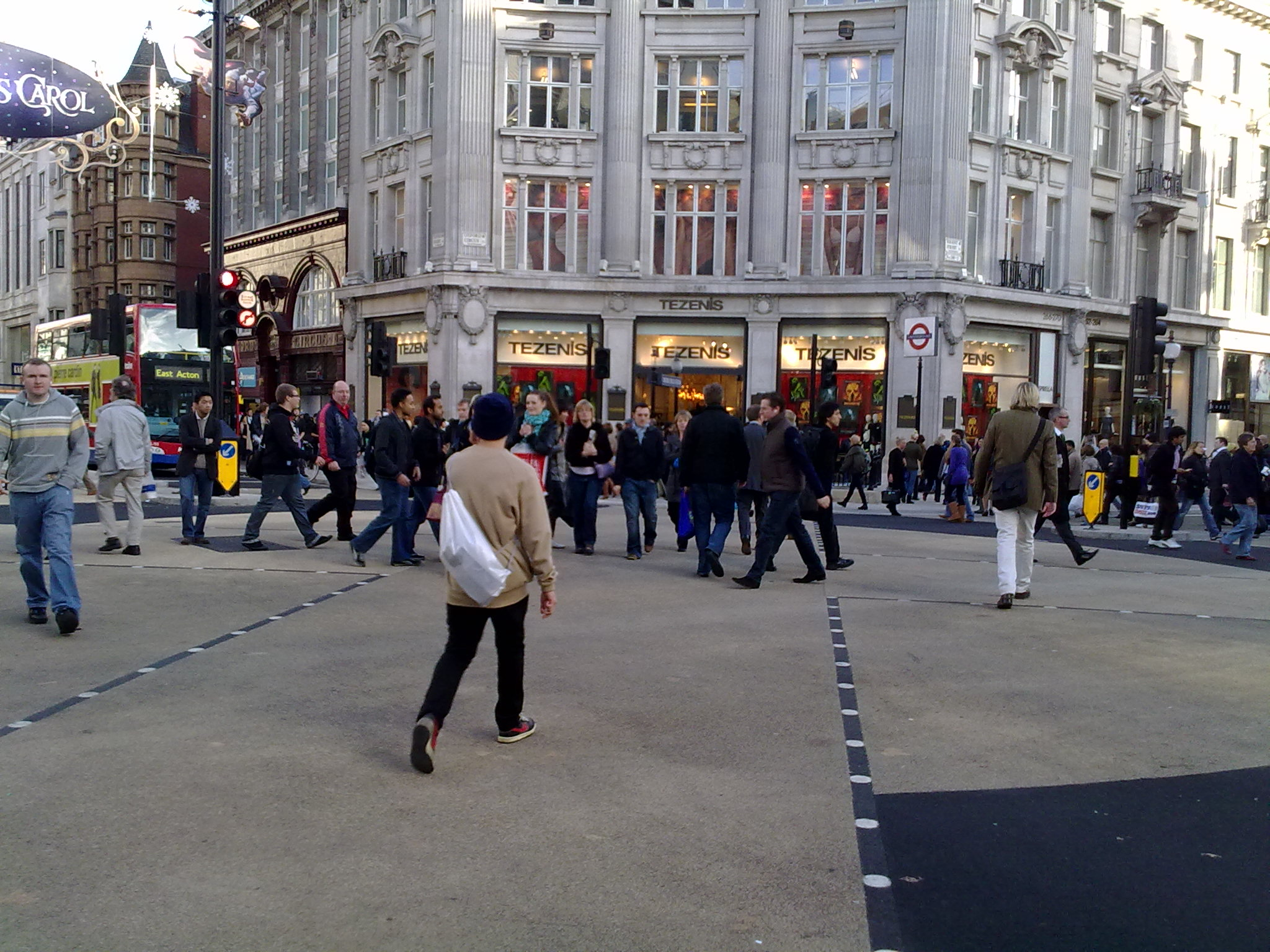
改建後的倫敦牛津圓環路口

- 英國倫敦西敏市從2009年11月起於牛津街及攝政街交界（即牛津圓環）實施行人專用時相系統[4]。
- 在台灣，截至2023年，台北市共有2518個路口執行實施行人專用時相[5]。每個道路路口都有不同的實施時間，也有全日實行的路口[6]。
- 加拿大多倫多市中心現時有三個路口實施行人保護時相，分別為央街夾登打士街（2008年8月起[1]）、央街夾布羅爾街（2009年10月起）和卑街夾布羅爾街（2010年11月起[7]）。市政府亦正研究於卑街夾登打士街的路口實施此系統。[8]
- 新加坡烏節路與經禧路交界從2017年12月16日起至2018年1月28日試行此系統[9]
- 北京首個全向十字路口于2018年8月17日在石景山區啟用，这一路口设于鲁谷西街与政达路交叉處[10]。
- 日本目前約有300個以上的路口實施行人保護時相，設有對角型行人穿越道者稱為（scramble crossing），未設者則稱為「歩行者専用現示」[11]。
- 上海截至2018年5月，已有11处路口设置了行人过街专用相位，其中最早设置的四处路口为淮海中路-黄陂南路、南京东路-河南中路、徐家汇路-重庆南路和张杨路-南泉北路。11处路口多为行人密集、过街需求大的商业区域。[3]

## 資料來源
1. 1 2  . 《頭條日報》. 2008-08-30  [2012-11-04].[永久]
2. ↑   (PDF).   [2018-07-01]. （原始内容存档 (PDF)于2018-07-01）.
3. 1 2 3  . 澎湃新闻. 2018-05-17  [2019-09-24]. （原始内容存档于2019-09-24）.
4. ↑  .   [2010-03-12]. （原始内容存档于2011-09-05）.
5. ↑  喬慧玲，〈42處行人專用時相 寒假取消[永久]〉，《中國時報》，2007年1月16日；2007年1月24日引用
6. ↑  台北市行人專用時相路口[永久]，（台北市交通管制工程處），2017年11月5日引用
7. ↑  . CBC News. 2010-11-03  [2013-02-01]. （原始内容存档于2013-08-01）.
8. ↑  John Spears，〈Bloor-Yonge to get 'scramble' crossing Oct. 9 （页面存档备份，存于）〉，《多倫多星報》，2009年10月7日；2009年10月11日引用
9. ↑  乌节路“全向十字路口” 试行首日获赞许
10. ↑  北京首个全向十字路口亮相 减少二次过街等候时间 （页面存档备份，存于）.新華網.
11. ↑  .   [2017-10-25]. （原始内容存档于2015-11-02）.

## 外部連結
- 维基共享资源上的相關多媒體資源：行人保護時相